# Tearce
Tearce (makedonsky: Теарце, albánsky: Tearca) je město v Severní Makedonii. Je centrem stejnojmenné opštiny Tearce v Položském regionu.

## Geografie
Město Tearce je vzdáleno 12 km od města Tetovo a leží 15 km od hranic s Kosovem. Součástí města je i bývalá vesnice Otušište, která vlivem růstu města splynula.
Jedná se o rovinaté město ležící v nadmořské výšce 540 metrů. Rozloha města je 31,8 km2.

## Historie
Podle zápisků bulharského učitele Andrei Stojanova sesbíraných v letech 1866-90 a publikovaných v letech 1891-92 v istanbulském deníku Novini, stálo v tehdejší vesnici Tearce 120 albánských a 80 bulharských domů. Vesnice měla vlastní školu, kostel, čtyři obchody, dva kováře a jeden obchod s látkami. Místní obyvatelé pracovali především jako chovatelé dobytka, někteří jezdili na sezónu pracovat do zahraničí k moři. Křesťané vlastnili místní pekárny, muslimové pracovali jako sládci. Podle etnografa a revolucionáře Gorče Petrova bylo ve vesnici mnoho obchodů a podniků, které sloužili především pro cestující do Tetova. Okolní pole bylo velmi úrodné a pěstovala se zde nejlepší pšenice v regionu. Místní lesy byly zase bohaté na ovoce a na řece stálo 10 mlýnů, které po celém regionu zásobovaly moukou. Tearce tak bylo nejbohatší vesnicí v tetovském regionu a stěhovalo se sem mnoho obyvatel okolních vesnic.
Podle záznamů Vasila Kančova z roku 1900 zde žilo 600 Albánců a 600 Bulharů.
Během druhé světové války bylo město pod bulharskou okupací a bylo na krátko přejmenováno na Pejčinovo, po jednom z nejznámějších duchovním a spisovateli Kirilu Pejčinovičovi.
Jugoslávské úřady spolupracovali s tureckou vládou na poturčení albánského obyvatelstva a počínaje rokem 1948 byly otevřeny školy v oblastech s velkou albánskou menšinou, kde se vyučovalo převážně albánsky a turecky.
Město zasáhl i občanských konflikt v roce 2001, kdy se vyostřily vztahy mezi etnickými skupinami. Dne 22. ledna byla ostřelována policejní stanice, během čehož byl jeden policista zabit a tři další zraněni.

## Demografie
Podle sčítání lidu z roku 2002 žije ve městě 3 974 obyvatel, etnické skupiny jsou:
- Albánci – 2 310
- Makedonci – 1 085
- Turci – 512
- Romové – 54
- Srbové – 4
- ostatní – 9

## Sport
Ve městě působí fotbalový klub KF Tearca–97, který hraje v třetí makedonské lize.